# Aclista elevata
Aclista elevata är en stekelart som först beskrevs av Thomson 1858.  Aclista elevata ingår i släktet Aclista, och familjen hyllhornsteklar. Arten är reproducerande i Sverige.